# Stylogyne warmingii
Stylogyne warmingii är en viveväxtart som beskrevs av Carl Christian Mez. Stylogyne warmingii ingår i släktet Stylogyne och familjen viveväxter. Inga underarter finns listade i Catalogue of Life.